# Сен Ло
Сен Ло (фр. Saint-Lô) град је у Француској, у департману Манш.
По подацима из 1999. године број становника у месту је био 20.090.

## Демографија
| 1962.  | 1968.  | 1975.  | 1982.  | 1990.  | 1999.  | 2011.  |
| ------ | ------ | ------ | ------ | ------ | ------ | ------ |
| 15.388 | 18.615 | 23.221 | 23.212 | 21.546 | 20.090 | 18.874 |

## Партнерски градови
- Ален
- Роанок
- Saint-Ghislain
- Крајстчерч